# 阿伦·洛佩斯
阿伦·洛佩斯·卡多纳（西班牙語：Arlen López Cardona，1993年2月21日—），古巴男子拳击运动员。他曾代表古巴参加2016年、2020年和2024年夏季奥林匹克运动会拳击比赛，获得两枚金牌和一枚铜牌。